# Murcia villamosvonal-hálózata
Murcia villamosvonal-hálózata (spanyol nyelven: Tranvía de Murcia) egy két vonalból álló villamoshálózat Spanyolországban, Murcia városában. A 28 megállót tartalmazó villamosüzem 2011. május 28-án nyílt meg 11 Alstom Citadis 302 sorozatú villamossal.